# Liste der Kulturgüter in Wiler (Lötschen)
Die Liste der Kulturgüter in Wiler (Lötschen) enthält alle Objekte in der Gemeinde Wiler (Lötschen) im Kanton Wallis, die gemäss der Haager Konvention zum Schutz von Kulturgut bei bewaffneten Konflikten, dem Bundesgesetz vom 20. Juni 2014 über den Schutz der Kulturgüter bei bewaffneten Konflikten sowie der Verordnung vom 29. Oktober 2014 über den Schutz der Kulturgüter bei bewaffneten Konflikten unter Schutz stehen.
Objekte der Kategorie A sind im Gemeindegebiet nicht ausgewiesen, Objekte der Kategorie B sind vollständig in der Liste enthalten, Objekte der Kategorie C fehlen zurzeit (Stand: 1. Januar 2023).

## Kulturgüter
| Foto |                                                                                           | Objekt                                                              | Kat. | Typ | Standort                 | Beschreibung |
| ---- | ----------------------------------------------------------------------------------------- | ------------------------------------------------------------------- | ---- | --- | ------------------------ | ------------ |
| BW   | Datei hochladen · Wikidata zu Friedhof (Q29929472)                                        | Friedhof KGS-Nr.: 07218                                             | B    | G   | Kirchweg 626507 / 139250 |              |
| BW   | Datei hochladen · Wikidata zu Zwei Wüstungen im Giätrich (abgegangene Weiler) (Q29929473) | Zwei mittelalterliche Wüstungen (abgegangene Weiler) KGS-Nr.: 07219 | B    | F   | Giätrich 627330 / 139049 |              |